# Diego García de Palacio
Diego García de Palacio (1540 - Santander, Cantabria, 1595), marino y científico español. Fue un ingeniero naval, explorador e investigador español en el área del Virreinato de Nueva España

## Trabajos y Escritos
Navegó a las Indias y por el Pacífico. Ocupó diversos cargos en los gobiernos de Nueva España. Entre 1573 y 1580 fue oidor de la Real Audiencia de Guatemala. Durante ese tiempo en 1576 envió al rey de España la Carta de Relación llamada: Descripción de la provincia de Guatemala. En ese documento describe geográfica y culturalmente la provincia de Guatemala, dando gran información sobre los pipiles de lo que hoy es El Salvador, por ese documento también se le considera el descubridor de las ruinas mayas de Copán ubicadas en Honduras.
Después de 1580 fue oidor de la real audiencia de Nueva España, desde donde propuso crear una línea de transbordo militar desde España a Filipinas, pasando por Honduras, con el fin de reforzar las guarniciones locales y aspirar a una conquista de China. Posteriormente fue condenado en el Juicio de residencia y murió arruinado en 1595.
La fama le llega por su libro "Instrucción náutica, para el buen uso y regimiento de las naos, su traça, y su gobierno conforme a la altura de México" (1587). Fue impreso en México y es el primer libro de construcción naval editado en el mundo. Otra obra suya es "Diálogos militares en la formación e información de personas e instrumentos y cosas necesarias para el buen uso de la guerra" (1583).